# Long Thành, Đồng Nai
Long Thành là xã của tỉnh Đồng Nai, Việt Nam.

## Địa lý
Thị trấn Long Thành nằm ở phía tây huyện Long Thành, có vị trí địa lý:
- Phía đông giáp xã Lộc An và xã Long An
- Phía tây giáp xã An Phước
- Phía nam giáp thị trấn Hiệp Phước và xã Phước Thiền, huyện Nhơn Trạch
- Phía bắc giáp xã Long Đức và An Phước.

Thị trấn Long Thành có diện tích 9,28 km², dân số năm 2019 là khoảng 52.000 người. Quốc lộ 51 chạy qua địa bàn thị trấn.
Khu vực thị trấn Long Thành mở rộng có diện tích hơn 17 km², bao gồm thị trấn Long Thành hiện hữu và một phần các xã lân cận như: An Phước (442 ha), Long Đức (216 ha), Lộc An (70 ha) và Long An (86 ha).

## Lịch sử
Ngày 27 tháng 5 năm 2019, Bộ Xây dựng ban hành Quyết định số 448/QĐ-BXD công nhận thị trấn Long Thành mở rộng là đô thị loại IV thuộc huyện Long Thành.

## Hành chính
Thị trấn Long Thành được chia thành 6 khu: Cầu Xéo, Kim Sơn, Phước Hải, Phước Long, Phước Thuận, Văn Hải.